# 卵果蕨
卵果蕨（学名：Phegopteris connectilis）为金星蕨科卵果蕨属下的一个种。該物種主要分布於北半球温带地区以及中亚山地和喜马拉雅地区。